# Tarek Salman
Tarek Salman, né le 5 décembre 1997 à Al Wakrah, est un footballeur international qatarien, qui évolue au poste de milieu défensif à l'Al-Sadd.

## Biographie

### Carrière internationale
Il reçoit sa première sélection en équipe du Qatar le 23 août 2017, en amical contre le Turkménistan (victoire 2-1).
En janvier 2019, il est retenu par le sélectionneur Félix Sánchez Bas afin de participer à la Coupe d'Asie des nations organisée aux Émirats arabes unis. Lors de cette compétition, il est titulaire et joue sept matchs. Le Qatar remporte le tournoi en battant le Japon en finale.
Le 11 novembre 2022, il est sélectionné par Félix Sánchez Bas pour participer à la Coupe du monde 2022.

## Palmarès

### En club
- Champion du Qatar en 2019 avec Al-Sadd

### En sélection
- Vainqueur de la Coupe d'Asie des nations en 2019 avec l'équipe du Qatar